# 1998 YL27
1998 YL27 är en asteroid i huvudbältet som upptäcktes den 25 december 1998 av den kroatiska astronomen Korado Korlević vid Višnjan-observatoriet.
Asteroiden har en diameter på ungefär 6 kilometer.